# College du Leman
Collège du Léman — школа-интернат в городе Версуа в кантоне Женева, Швейцария.

## История создания
В конце 1950-х несколько международных организаций и транснациональных корпораций избрали Женеву местом размещения своих штаб-квартир. С прибытием в город значительного числа дипломатов и иностранных сотрудников возникла потребность в организации международной школы для их детей. Правительство кантона обратилось к Франсису Клива с предложением организовать соответствующую школу на правом берегу Женевского озера. Клива приобрел здание бывшего института Монье — небольшой частной школы в Версуа. В мае 1960 года в этом помещении открылся Колеж дю Леман. В первый год новая школа приняла 80 учеников.
Сегодня школа Collège du Léman — одна из ведущих международных школ Швейцарии. Школой управляет Совет директоров, в состав которого входят родители учеников и представители сообщества. Collège du Léman — международная школа-пансион, в которой обучаются мальчики и девочки в возрасте от 8 до 18 лет.

## Аккредитация
Collège du Léman аккредитован Советом международных школ и Ассоциацией школ и колледжей Новой Англии.

## Месторасположение
Школа Collège du Léman расположена в небольшом городке Версуа, в 9 километрах от Женевы, недалеко от живописного Женевского озера, в окружении предгорий Альп, именуемых Юра. Версуа — небольшой городок с населением 11 тысяч человек.

## Учебная программа
Программа обучения Collège du Léman рассчитана для подготовки выпускников к поступлению во все университеты мира.
Занятия проводятся по 2 направлениям:
- на французском языке;
- на английском языке.

В Collège du Léman французский язык обязателен для всех, и для тех, кто учится по британской или американской программам. В средней школе им предлагается по выбору изучение ещё одного языка (испанский, немецкий, итальянский).